# Daň na sladké nápoje
Daň na sladké nápoje je typ daně nebo přirážky (v rámci daňové politiky spojené s potravinami), jejímž cílem je snížit spotřebu slazených nápojů. Vztahuje se primárně na sycené nealkoholické nápoje, sportovní a energetické nápoje. Hlavní motivací této daně je snaha o snížení obezity a zdravotních dopadů spojených s nadváhou. Reálně se ale ukazuje, daň nemusí proti obezitě fungovat.
V mnoha zemích je daň předmětem veřejné diskuse a výrobci nápojů se proti ní často staví. Zastánci, jakými jsou národní lékařské asociace a Světová zdravotnická organizace, daň propagují jakožto příklad Pigouovy daně.

## Systém
Cukerná daň funguje na stejné bázi jako jakákoli jiná spotřební daň, kterou můžeme nalézt například u alkoholu, tabáku nebo pohonných hmot.
Tato daň má mít dvojí účinek. Prvním účinkem je zahrnutí nákladů spojených s odstraněním negativních externalit, které plynou ze spotřeby takového zboží, do ceny finálního produktu. Druhým účinkem je snížení spotřeby zboží, které zmíněnou negativní externalitu způsobuje. Vlády se při tom snaží eliminovat nežádoucí spotřební chování a dbát tak o veřejné zdraví.

## Zdravotní důvody zavedení
- Celosvětový výskyt obezity se od roku 1975 téměř ztrojnásobil.
- Odhaduje se, že v roce 2014 trpělo nadváhou 39 % dospělých a 13 % bylo obézních.
- V roce 2016 bylo indikováno přibližně 41 milionů dětí mladších pěti let s nadváhou či obezitou.
- Počet obézních dětí a dospívajících vzrostl z 11 milionů v roce 1975 na 124 milionů v roce 2016, což představuje desetinásobný nárůst.
- Prevalence nadváhy u dětí v předškolním věku dětí se nejrychleji zvyšuje v zemích s nejnižšími, nízkými a středními příjmy.
- Lidé, kteří pravidelně konzumují sladké nápoje (1 až 2 plechovek denně nebo více) mají o 26 % vyšší riziko vzniku cukrovky 2. typu než lidé, kteří zřídkakdy konzumují tyto nápoje. Počet lidí s cukrovkou se zvýšil ze 108 milionů v roce 1980 na 422 milionů v roce 2014. Vzniku cukrovky 2. typu však může docházet více u uměle slazených nápojů než u cukrem slazených nápojů.[2]
- Kromě cukrovky je obezita hlavním rizikovým faktorem způsobující srdeční choroby, rakovinu a další onemocnění.

## Benefity
Daně na sladké nápoje pomáhají snižovat spotřebu a zabránit obezitě
- Zdanění sladkých nápojů je účinným opatřením ke snížení spotřeby cukru.
- Důkazy ukazují, že daň na sladké nápoje, která zvýší jejich ceny o 20 %, může vést ke snížení spotřeby přibližně o 20 %, což vede k prevenci obezity a cukrovky.

Úspory na zdravotní péči
- Odhady pro USA naznačují, že v průběhu 10 let by daň ze sladkostí nápojů ve výši 1 centu za unci přineslo více než 17 miliard USD na úsporách nákladů na zdravotní péči.

Příjmy získané z daní lze použít na podporu zdraví obyvatelstva
- Dle výpočtů pro USA mohla tato daň přinést přibližně 13 miliard USD daňových příjmů v roce 2016.
- Příjmy z těchto daní by mohly být vynaloženy na úsilí při zlepšení systémů zdravotní péče, podporu zdravějšího stravování, zvýšení fyzické aktivity nebo budování zdravotnických zařízení.

Nízkopříjmoví spotřebitelé a mladí lidé by mohli z daně čerpat největší prospěch pro zdraví
- V Mexiku dva roky po zavedení daně na sladké nápoje domácnosti s nejnižšími příjmy snížily nákupy sladkých nápojů o 11,7 % (srov. se 7,6 % napříč celou populací).

## Problémy
Poptávková elasticita
Zkušenosti ze zemí, kde byla cukerná daň zavedena, jsou nejednoznačné. Někde skutečně k poklesu spotřeby slazených nápojů došlo, jinde efekt tohoto druhu spotřební daně nelze zatím jednoznačně určit. Problém spočívá ve skutečnosti, že slazené nápoje pravděpodobně patří do okruhu zboží s nízkou cenovou elasticitou poptávky. Neboli, lidé budou v průměru takové výrobky nakupovat, ať je jejich cena jakákoli.
Regresivní typ zdanění
Vzhledem k nízké cenové elasticitě poptávky může daň působit regresivně. Spotřebitelé s nižšími příjmy budou vyššími cenami ovlivněni negativněji než spotřebitelé s vyššími příjmy. Tento regresivní účinek daně lze ale potlačit tím, že se vybrané daňové příjmy použijí na dotování zdravějších potravin.
Demotivace nakupovat v tuzemsku
Přeshraniční nákupy v zemích, kde daň není implementována, mohou být pro spotřebitele snadným východiskem, jak daň neplatit.

## Případová studie z Mexika
Důkazy naznačují, že zavedení daní na sladké nápojů může vést ke snížení spotřeby těchto výrobků.
V lednu 2014 přidala mexická vláda spotřební daň ve výši 1 peso na litr jakéhokoli nealkoholického nápoje s přidaným cukrem k lokální dani (Special Tax on Production and Services), kterou platí výrobce a která představuje přibližně 10% zvýšení ceny pro spotřebitele.
Studie provedená mexickým Národním institutem veřejného zdraví a Severokarolínské univerzity v Mexiku vyhodnocující první dva roky implementace této daně ukázala, že došlo ke snížení nákupu zdaněných sladkých nápojů v průměrné výši 7,6 % v letech 2014 a 2015. Domácnosti s nejnižšími příjmy snížily nákupy těchto nápojů o 11,7 %. Studie ukázala 2,1 % nárůst nákupu nezdaněných nápojů, zejména balené vody.
Během prvních dvou let bylo získáno více než 2,6 mld. USD.